# Tipula (Yamatotipula) iroquois
Tipula (Yamatotipula) iroquois is een tweevleugelige uit de familie langpootmuggen (Tipulidae). De soort komt voor in het Nearctisch gebied.